# Institut national de la statistique (république démocratique du Congo)
L’Institut national de la statistique (INS) est l'organisme officiel de statistique en république démocratique du Congo.

## Histoire
L’origine du système statistique congolais remonte à l'époque du Congo belge. Une ordonnance d’octobre 1978 créé l’Institut national de la statistique. Par un décret de 2009, celui-ci devient un établissement public. 

## Missions
L’INS doit collecter et analyser les statistiques sociales, économiques et démographiques de la RDC.

## Organisation
La direction générale est située à Gombe, la direction technique à Limete. L’INS a aussi des directions et antennes provinciales. 